# Discografie van Josylvio
Hieronder volgt de discografie van de Nederlandse rapper Josylvio, met name zijn albums en zijn nummers met een notering in een hitlijst. 

## Albums
| Album                                                                 | Verschijnen      | Label                      | Hitlijsten | Hitlijsten | Hitlijsten | Hitlijsten | Opmerkingen                        |
| Album                                                                 | Verschijnen      | Label                      | BE (VL)    | BE (VL)    | NL         | NL         | Opmerkingen                        |
| Album                                                                 | Verschijnen      | Label                      | Piek       | Weken      | Piek       | Weken      | Opmerkingen                        |
| --------------------------------------------------------------------- | ---------------- | -------------------------- | ---------- | ---------- | ---------- | ---------- | ---------------------------------- |
| Ma3seb                                                                | 8 juli 2016      | Van Klasse / Cloud 9 Music | —          | —          | 5          | 105        | Studioalbum / Goud in Nederland    |
| 2 gezichten                                                           | 28 april 2017    | Van Klasse / Cloud 9 Music | 34         | 49         | 2          | 126        | Studioalbum / Goud in Nederland    |
| All Eyez On Us (met Kempi, Sevn Alias, Vic9, Latifah, Rocks en Kevin) | 9 juni 2017      | Top Notch                  | 185        | 2          | 2          | 20         | Studioalbum                        |
| Hella cash                                                            | 23 februari 2018 | Hella Cash                 | 3          | 87         | 1 (4 wkn)  | 160        | Studioalbum / Platina in Nederland |
| Hella Cash gang vol. 1 (met Moeman en KA)                             | 2 november 2018  | Hella Cash                 | 24         | 6          | 2          | 29         | Studioalbum / Goud in Nederland    |
| Gimma                                                                 | 4 oktober 2019   | Hella Cash                 | 7          | 32         | 1 (3 wkn)  | 56         | Studioalbum / Platina in Nederland |
| Hella Cash gang vol. 2 (met Moeman en Ashafar)                        | 13 maart 2020    | Hella Cash                 | 19         | 7          | 3          | 8          | Studioalbum                        |
| Abu Omar                                                              | 22 januari 2021  | Hella Cash                 | 2          | 19         | 1 (2 wkn)  | 26         | Studioalbum / Goud in Nederland    |
| Vallen & opstaan                                                      | 8 juli 2022      | Hella Cash                 | 23         | 7          | 3          | 10         | Studioalbum / Goud in Nederland    |

## Nummers met notering(en) in een hitlijst
| Lied                                                                     | Verschijnen       | Album                                     | Hitlijsten | Hitlijsten | Hitlijsten  | Hitlijsten  | Hitlijsten   | Hitlijsten   | Opmerkingen                    |
| Lied                                                                     | Verschijnen       | Album                                     | BE (VL)    | BE (VL)    | NL (Top 40) | NL (Top 40) | NL (Top 100) | NL (Top 100) | Opmerkingen                    |
| Lied                                                                     | Verschijnen       | Album                                     | Piek       | Weken      | Piek        | Weken       | Piek         | Weken        | Opmerkingen                    |
| ------------------------------------------------------------------------ | ----------------- | ----------------------------------------- | ---------- | ---------- | ----------- | ----------- | ------------ | ------------ | ------------------------------ |
| Mbongo (met Rollàn en Hef])                                              | 1 juli 2016       | Sous estimé (van Rollàn)                  | —          | —          | —           | —           | 95           | 2            | Goud in Nederland              |
| On the low (met Adje, Kevin en D-Double)                                 | 4 november 2016   | Puna 10 jaar - ep                         | —          | —          | —           | —           | 71           | 1            |                                |
| Douane (met Ali B, Adje en Sevn Alias)                                   | 25 november 2016  | Een klein beetje geluk (van Ali B)        | —          | —          | —           | —           | 88           | 1            |                                |
| Westside (met 3robi en Killer Kamal)                                     | 31 maart 2017     | 2 gezichten                               | tip        | —          | —           | —           | 32           | 12           | Platina in Nederland           |
| Doorgaan (met Jairzinho, Kevin, BKO en Vic9)                             | 31 maart 2017     | Gouden plaat (van Jairzinho)              | —          | —          | —           | —           | 77           | 7            | Goud in Nederland              |
| Abu Dhabi (met Kevin, Vic9 en Sevn Alias)                                | 25 april 2017     | 2 gezichten                               | —          | —          | —           | —           | 30           | 4            | Goud in Nederland              |
| Kleine jongen                                                            | 28 april 2017     | 2 gezichten                               | —          | —          | —           | —           | 37           | 6            | Platina in Nederland           |
| Betaal mij (met Boef)                                                    | 28 april 2017     | 2 gezichten                               | —          | —          | —           | —           | 50           | 3            | Goud in Nederland              |
| Double up (met Hef en Kevin)                                             | 28 april 2017     | 2 gezichten                               | —          | —          | —           | —           | 53           | 2            | Goud in Nederland              |
| Mama                                                                     | 28 april 2017     | 2 gezichten                               | —          | —          | —           | —           | 54           | 2            |                                |
| Steeds iets meer                                                         | 28 april 2017     | 2 gezichten                               | —          | —          | —           | —           | 56           | 2            |                                |
| Onderweg                                                                 | 28 april 2017     | 2 gezichten                               | —          | —          | —           | —           | 60           | 1            |                                |
| Meters (met Sevn Alias)                                                  | 28 april 2017     | 2 gezichten                               | —          | —          | —           | —           | 66           | 1            |                                |
| Lil bish                                                                 | 28 april 2017     | 2 gezichten                               | —          | —          | —           | —           | 76           | 1            |                                |
| Intro 2 gezichten                                                        | 28 april 2017     | 2 gezichten                               | —          | —          | —           | —           | 93           | 1            |                                |
| Money like we (met Sevn Alias, Kevin en Kempi)                           | 9 juni 2017       | All Eyez On Us                            | —          | —          | —           | —           | 23           | 7            | Goud in Nederland              |
| Mami iz a ridah (met Sevn Alias, Kevin en Kempi)                         | 9 juni 2017       | All Eyez On Us                            | —          | —          | —           | —           | 65           | 2            |                                |
| West (met Sevn Alias en Rocks)                                           | 9 juni 2017       | All Eyez On Us                            | —          | —          | —           | —           | 99           | 1            |                                |
| Badman ollo (met Bizzey, Yung Felix en 3robi)                            | 7 juli 2017       | —                                         | —          | —          | —           | —           | 59           | 22           | Platina in Nederland           |
| Shaka zulu (met Yung Felix, Bizzey, Hef en Delivio Reavon)               | 28 juli 2017      | —                                         | —          | —          | —           | —           | 78           | 1            |                                |
| C'est la vie (met The Partysquad, Bizzey, Hansie en Broertje)            | 4 augustus 2017   | Nachtwacht (van The Partysquad)           | tip        | —          | tip2        | —           | 26           | 16           | Goud in Nederland              |
| Cocaina (remix) (met Kempi, The Blockparty en Sevn Alias)                | 25 augustus 2017  | DU4 (van Kempi)                           | tip        | —          | tip2        | —           | 9            | 14           | Platina in Nederland           |
| Non stop (met Hansie en Latifah)                                         | 28 augustus 2017  | De belofte (van Hansie)                   | —          | —          | —           | —           | 57           | 4            |                                |
| Ride or die                                                              | 22 september 2017 | —                                         | tip        | —          | tip3        | —           | 1 (1 wk)     | 25           |                                |
| Money money (met F1rstman en Bollebof)                                   | 29 september 2017 | At f1rst (van F1rstman)                   | —          | —          | tip2        | —           | 22           | 12           | Goud in Nederland              |
| Voor alle soldiers (met Sevn Alias)                                      | 6 oktober 2017    | Picasso (van Sevn Alias)                  | —          | —          | —           | —           | 17           | 3            |                                |
| Anders (met 3robi en Sevn Alias)                                         | 8 december 2017   | Jonge jongen naar de top (van 3robi)      | —          | —          | —           | —           | 52           | 1            |                                |
| Roley (met Hef)                                                          | 15 december 2017  | Geit (van Hef)                            | —          | —          | —           | —           | 74           | 1            |                                |
| Skittle stacking                                                         | 12 januari 2018   | Hella cash                                | tip33      | —          | tip9        | —           | 5            | 11           | Platina in Nederland           |
| Catch up                                                                 | 2 februari 2018   | Hella cash                                | tip12      | —          | 16          | 10          | 1 (3 wkn)    | 31           | Dubbelplatina in Nederland     |
| Rock ya body (met Bizzey)                                                | 16 februari 2018  | November (van Bizzey)                     | —          | —          | —           | —           | 60           | 1            |                                |
| PumPumPum (met Bizzey en Yung Felix)                                     | 16 februari 2018  | November (van Bizzey)                     | —          | —          | —           | —           | 61           | 1            |                                |
| Op je hoede (met Hef en Moeman)                                          | 23 februari 2018  | Hella cash                                | tip        | —          | —           | —           | 4            | 13           | Platina in Nederland           |
| Skiemen (met Frenna)                                                     | 23 februari 2018  | Hella cash                                | —          | —          | —           | —           | 5            | 9            | Goud in Nederland              |
| Fake love                                                                | 23 februari 2018  | Hella cash                                | —          | —          | —           | —           | 6            | 5            |                                |
| Automatic                                                                | 23 februari 2018  | Hella cash                                | —          | —          | —           | —           | 12           | 4            |                                |
| Nefertiti                                                                | 23 februari 2018  | Hella cash                                | —          | —          | —           | —           | 16           | 4            |                                |
| Jompo (met 3robi)                                                        | 23 februari 2018  | Hella cash                                | —          | —          | —           | —           | 18           | 3            |                                |
| Alles of niets (met Sevn Alias)                                          | 23 februari 2018  | Hella cash                                | —          | —          | —           | —           | 19           | 4            |                                |
| Beweeg                                                                   | 23 februari 2018  | Hella cash                                | —          | —          | —           | —           | 21           | 3            |                                |
| Gold chain (met Yade Lauren en Kevin)                                    | 23 februari 2018  | Hella cash                                | —          | —          | —           | —           | 27           | 3            |                                |
| Paars licht                                                              | 23 februari 2018  | Hella cash                                | —          | —          | —           | —           | 28           | 3            |                                |
| Unstoppable                                                              | 23 februari 2018  | Hella cash                                | —          | —          | —           | —           | 35           | 2            |                                |
| No go (met Zefanio)                                                      | 23 februari 2018  | Hella cash                                | —          | —          | —           | —           | 42           | 2            |                                |
| Rich                                                                     | 16 maart 2018     | Hella cash                                | tip        | —          | —           | —           | 6            | 9            | Goud in Nederland              |
| DM's (met $hirak, Adje en 3robi)                                         | 30 maart 2018     | —                                         | —          | —          | —           | —           | 44           | 2            |                                |
| Money (met Kevin)                                                        | 30 maart 2018     | Lente (van Kevin)                         | —          | —          | —           | —           | 54           | 1            |                                |
| Vuurwerk (met Spanker, Lijpe en 3robi)                                   | 6 april 2018      | Ontbijten met champagne (van Spanker)     | tip        | —          | —           | —           | 18           | 7            | Goud in Nederland              |
| Hey meisje (met Esko en Hansie)                                          | 20 april 2018     | Beats by Esko (van Esko)                  | tip        | —          | 15          | 10          | 1 (2 wkn)    | 36           | Dubbelplatina in Nederland     |
| Dichterbij (met Esko en Sevn Alias)                                      | 20 april 2018     | Beats by Esko (van Esko)                  | —          | —          | —           | —           | 43           | 1            |                                |
| Bye, bye, bye (met Esko, Lauwtje en Jermaine Niffer)                     | 20 april 2018     | Beats by Esko (van Esko)                  | —          | —          | —           | —           | 63           | 1            |                                |
| Cash (met SFB)                                                           | 4 mei 2018        | Reset the levels III (van SFB)            | —          | —          | —           | —           | 58           | 1            |                                |
| Money komt, money gaat                                                   | 11 mei 2018       | Hella cash                                | —          | —          | —           | —           | 17           | 6            | Goud in Nederland              |
| Hood rich (met Alrima)                                                   | 11 mei 2018       | Hella cash                                | —          | —          | —           | —           | 27           | 7            | Goud in Nederland              |
| HCG                                                                      | 11 mei 2018       | Hella cash                                | —          | —          | —           | —           | 36           | 3            |                                |
| Mijn zijde (met Jayh)                                                    | 11 mei 2018       | Hella cash                                | —          | —          | —           | —           | 77           | 1            |                                |
| Herres (met SBMG, D-Double en MocroManic)                                | 22 juni 2018      | Metro 53 (van SBMG)                       | —          | —          | —           | —           | 39           | 1            |                                |
| Getallen (met Spanker, Bokoesam en Jandro)                               | 6 juli 2018       | Ontbijten met champagne (van Spanker)     | —          | —          | —           | —           | 95           | 1            |                                |
| Family things (met MocroManiac)                                          | 2018              | Maniac (van MocroManiac)                  | —          | —          | —           | —           | 95           | 1            |                                |
| What's the key (met Broederliefde)                                       | 20 juli 2018      | We moeten door 2 (van Broederliefde)      | —          | —          | —           | —           | 53           | 1            |                                |
| Mag het ff lekker gaan (met Sevn Alias)                                  | 24 augustus 2018  | Recasso (van Sevn Alias)                  | tip26      | —          | tip4        | —           | 7            | 7            | Goud in Nederland              |
| Lil mama (met Idaly)                                                     | 24 augustus 2018  | Idaly (van Idaly)                         | —          | —          | tip2        | —           | 10           | 12           | Goud in Nederland              |
| Intro (met Moeman)                                                       | 28 september 2018 | Hella Cash gang vol. 1                    | tip        | —          | —           | —           | 11           | 4            |                                |
| Bitch move (met Kraantje Pappie)                                         | 28 september 2018 | Daddy (van Kraantje Pappie)               | —          | —          | —           | —           | 76           | 1            |                                |
| Killer instinct (met Appa en Momi)                                       | 5 oktober 2018    | Rwina (Soundtrack Mocro Maffia)           | —          | —          | —           | —           | 29           | 3            |                                |
| Weet niet (met JoeyAK)                                                   | 12 oktober 2018   | Hhhk (van JoeyAK)                         | —          | —          | —           | —           | 56           | 1            |                                |
| Voorbij (met Moeman)                                                     | 28 september 2018 | Hella Cash gang vol. 1                    | tip        | —          | tip2        | —           | 6            | 14           | Platina in Nederland           |
| Streets (met Moeman, Hef, Adje, JoeyAK, Ashafar en LaFunky)              | 2 november 2018   | Hella Cash gang vol. 1                    | —          | —          | —           | —           | 28           | 2            |                                |
| Wie ben jij                                                              | 2 november 2018   | Hella Cash gang vol. 1                    | —          | —          | —           | —           | 49           | 1            |                                |
| On lock (met Moeman)                                                     | 2 november 2018   | Hella Cash gang vol. 1                    | —          | —          | —           | —           | 77           | 1            |                                |
| Andale (met Ashafar en Mario Cash)                                       | 2 november 2018   | Hella Cash gang vol. 1                    | —          | —          | —           | —           | 82           | 1            |                                |
| Geswitched (met Moeman)                                                  | 2 november 2018   | Hella Cash gang vol. 1                    | —          | —          | —           | —           | 85           | 1            |                                |
| Señorita (met Young Ellens, Kevin en BKO)                                | 9 november 2018   | —                                         | —          | —          | —           | —           | 17           | 8            | Platina in Nederland           |
| Coca (met Bizzey, Yung Felix en Rockywhereyoubeen)                       | 23 november 2018  | —                                         | tip        | —          | —           | —           | 13           | 5            | Goud in Nederland              |
| VVS (met Frenna)                                                         | 23 november 2018  | Francis (van Frenna)                      | —          | —          | —           | —           | 15           | 4            |                                |
| Lifestyle (met Zefanio)                                                  | 14 december 2018  | Bitterzoet (van Zefanio)                  | —          | —          | —           | —           | 100          | 1            |                                |
| Gimma                                                                    | 29 maart 2019     | Gimma                                     | tip11      | —          | tip2        | —           | 1 (1 wk)     | 18           | Platina in Nederland           |
| Money baby (met 3robi)                                                   | 5 april 2019      | Gimma                                     | tip36      | —          | —           | —           | 10           | 5            | Goud in Nederland              |
| Leugens (met Lauwtje en Esko)                                            | 12 april 2019     | Lauws (van Lauwtje)                       | —          | —          | —           | —           | 93           | 1            |                                |
| Body                                                                     | 26 april 2019     | Gimma                                     | tip        | —          | —           | —           | 12           | 6            | Goud in Nederland              |
| Baila mami (met Bizzey en YOUNGBEAKANSIE)                                | 7 juni 2019       | Tido (van Bizzey)                         | —          | —          | —           | —           | 48           | 2            |                                |
| Cake                                                                     | 12 juli 2019      | Gimma                                     | tip41      | —          | —           | —           | 16           | 9            | Goud in Nederland              |
| Gangsta boppin (met Sevn Alias en F.I.)                                  | 25 juli 2019      | Sirius (van Sevn Alias)                   | —          | —          | —           | —           | 58           | 1            |                                |
| Lamborghini (met Ashafar)                                                | 2 augustus 2019   | La vie (van Ashafar)                      | —          | —          | —           | —           | 8            | 8            | Goud in Nederland              |
| Jouw love (met Lauwtje en Hansie)                                        | 2 augustus 2019   | —                                         | —          | —          | —           | —           | 43           | 2            |                                |
| Haat                                                                     | 16 augustus 2019  | Gimma                                     | tip        | —          | —           | —           | 26           | 5            |                                |
| Waarom zoeken naar liefde (met Mula B en Yung Felix)                     | 29 augustus 2019  | Gimma                                     | tip17      | —          | tip5        | —           | 3            | 17           | Platina in Nederland           |
| Vroeger (met Esko)                                                       | 26 september 2019 | Gimma                                     | tip        | —          | 29          | 3           | 7            | 17           | Platina in Nederland           |
| Geboren flex (met Idaly)                                                 | 4 oktober 2019    | Gimma                                     | —          | —          | —           | —           | 29           | 6            |                                |
| Day one (met Lijpe)                                                      | 4 oktober 2019    | Gimma                                     | —          | —          | —           | —           | 32           | 4            |                                |
| Bankrekening (met Hef)                                                   | 4 oktober 2019    | Gimma                                     | —          | —          | —           | —           | 40           | 2            |                                |
| Game over                                                                | 4 oktober 2019    | Gimma                                     | —          | —          | —           | —           | 41           | 2            |                                |
| Get mine' (met Kevin)                                                    | 4 oktober 2019    | Gimma                                     | —          | —          | —           | —           | 43           | 2            |                                |
| No love (met Frenna)                                                     | 4 oktober 2019    | Gimma                                     | —          | —          | —           | —           | 55           | 1            |                                |
| La la love                                                               | 4 oktober 2019    | Gimma                                     | —          | —          | —           | —           | 78           | 1            |                                |
| Trappen                                                                  | 1 november 2019   | Gimma                                     | tip        | —          | —           | —           | 31           | 4            |                                |
| Killah met die flow                                                      | 15 november 2019  | Gimma                                     | —          | —          | —           | —           | 46           | 2            |                                |
| Stil in mij (Verspijkerd) (met Do)                                       | 13 december 2019  | Van Dik Hout (Verspijkerd)                | —          | —          | tip2        | —           | 23           | 15           | Goud in Nederland              |
| Ewa (met Ashafar)                                                        | 24 januari 2020   | Hella Cash gang vol. 2                    | tip        | —          | tip6        | —           | 19           | 5            |                                |
| Stapels (met Qlas & Blacka en Vic9)                                      | 27 februari 2020  | Project 24 (volume 1) (van Qlas & Blacka) | —          | —          | —           | —           | 96           | 1            |                                |
| Mama bid (met Ashafar, Moeman en KA)                                     | 28 februari 2020  | Hella Cash gang vol. 2                    | tip        | —          | —           | —           | 38           | 3            |                                |
| Guala (Met Ashafar, Moeman en KA)                                        | 12 maart 2020     | Hella Cash gang vol. 2                    | —          | —          | —           | —           | 74           | 1            |                                |
| Marijuana                                                                | 26 maart 2020     | Mocro Maffia II (Soundtrack Mocro Maffia) | —          | —          | —           | —           | 42           | 4            |                                |
| Zware pas (met Lil' Kleine)                                              | 3 april 2020      | Jongen van de straat (van Lil' Kleine)    | —          | —          | —           | —           | 8            | 1            |                                |
| Champion (met Sevn Alias, Psycho en Jairzinho Rozenstruik                | 8 mei 2020        | —                                         | —          | —          | —           | —           | 89           | 1            |                                |
| Paper zien (remix) (met Yssi SB, D-Double, Henkie T, Jack en Sevn Alias) | 25 juni 2020      | Nooit gedacht (van Yssi SB)               | tip19      | —          | tip3        | —           | 5            | 30           |                                |
| Becky (met Bizzey, Yung Felix en Tellem)                                 | 3 juli 2020       | —                                         | —          | —          | —           | —           | 45           | 2            |                                |
| Ik kom je halen (met Kevin en Idaly)                                     | 4 september 2020  | Animal stories (van Kevin)                | tip23      | —          | —           | —           | 6            | 25           | Platina in Nederland           |
| Obsessed                                                                 | 2 oktober 2020    | Bogey 4 the win (van Sevn Alias)          | —          | —          | —           | —           | 16           | 6            |                                |
| Dolla dolla bill                                                         | 9 oktober 2020    | Abu Omar                                  | tip35      | —          | tip10       | —           | 11           | 8            | Goud in Nederland              |
| Het leven is een trip (met Lijpe)                                        | 13 november 2020  | Abu Omar                                  | tip20      | —          | tip3        | —           | 5            | 17           | Platina in Nederland           |
| Hosselaar (met Sevn Alias en Kevin)                                      | 11 december 2020  | Abu Omar                                  | tip20      | —          | tip8        | —           | 3            | 13           | Goud in Nederland              |
| Cash machine (met Yssi SB)                                               | 15 januari 2021   | Abu Omar                                  | tip        | —          | —           | —           | 29           | 2            |                                |
| Leugens (met Sam J'taime)                                                | 21 januari 2021   | Abu Omar                                  | —          | —          | —           | —           | 78           | 1            |                                |
| Breng mij terug (met Esko)                                               | 5 maart 2021      | Feniks (van Esko)                         | —          | —          | —           | —           | 47           | 3            |                                |
| Nike Tech (met Ashafar, Mula B, 3robi en JoeyAK)                         | 12 maart 2021     | Etappes (van Ashafar)                     | tip10      | —          | tip8        | —           | 11           | 15           | Goud in Nederland en in België |
| Vogelvrij (met Big2 en Sticks)                                           | 26 maart 2021     | New life (van Big2)                       | —          | —          | —           | —           | 93           | 1            |                                |
| Hele enge flex (met 3robi en Monsif)                                     | 2 april 2021      | Jonge jongen naar de top 2 (van 3robi)    | —          | —          | —           | —           | 81           | 1            |                                |
| Telt niet mee (met JoeyAK)                                               | 9 april 2021      | Bodemboy (van JoeyAK)                     | —          | —          | —           | —           | 34           | 5            |                                |
| Goed zien (met Lil' Kleine)                                              | 11 juni 2021      | Kleine (van Lil' Kleine)                  | —          | —          | —           | —           | 61           | 1            |                                |
| Flamboyant (met Esko en Jonna Fraser)                                    | 2 juli 2021       | Feniks (van Esko)                         | —          | —          | —           | —           | 56           | 2            |                                |
| Oeh oeh baby (met Lil' Kleine)                                           | 6 augustus 2021   | Vallen & opstaan                          | —          | —          | tip19       | —           | 9            | 8            | Goud in Nederland              |
| Alsjeblieft (met Cho en Henkie T)                                        | 15 oktober 2021   | Vallen & opstaan                          | —          | —          | tip14       | —           | 16           | 7            | Goud in Nederland              |
| Praat money (met Dikke)                                                  | 5 november 2021   | Nooduitgang (van Dikke)                   | —          | —          | —           | —           | 80           | 1            |                                |
| Zoveel takkies                                                           | 11 februari 2022  | Vallen & opstaan                          | —          | —          | tip15       | —           | 11           | 6            | Goud in Nederland              |
| Fever                                                                    | 6 mei 2022        | Vallen & opstaan                          | —          | —          | —           | —           | 38           | 2            |                                |
| Remedy (met Antoon)                                                      | 10 juni 2022      | Engel (van Antoon)                        | —          | —          | —           | —           | 28           | 2            |                                |
| Doelen (met KA)                                                          | 17 juni 2022      | Vallen & opstaan                          | —          | —          | —           | —           | 27           | 4            |                                |
| Vallen & opstaan                                                         | 8 juli 2022       | Vallen & opstaan                          | —          | —          | —           | —           | 66           | 1            |                                |
| Liegen (met Jack)                                                        | 20 juli 2022      | Waterman (van Jack)                       | —          | —          | —           | —           | 28           | 7            |                                |
| 10 racks (met Esko, Jack en Yssi SB)                                     | 26 augustus 2022  | —                                         | —          | —          | —           | —           | 55           | 1            |                                |
| Soms (met Antoon)                                                        | 2 september 2022  | Vallen & opstaan                          | —          | —          | tip10       | —           | 21           | 7            |                                |
| Loro piana (met Glades en Henkie T)                                      | 3 februari 2023   | —                                         | —          | —          | —           | —           | 43           | 4            |                                |
| All ice (met JoeyAK)                                                     | 24 februari 2023  | Most hated (van JoeyAK)                   | —          | —          | —           | —           | 35           | 4            |                                |
| Pesos (met Moeman en KA)                                                 | 3 maart 2023      | —                                         | —          | —          | —           | —           | 75           | 1            |                                |
| African boy (met Ashafar en Dopebwoy)                                    | 18 juni 2023      | —                                         | —          | —          | —           | —           | 62           | 2            |                                |
| AMG (met $hirak en Boef)                                                 | 7 juli 2023       | —                                         | —          | —          | tip4        | —           | 6            | 6            |                                |
| 180 (met Siggy & D1ns)                                                   | 21 juli 2023      | —                                         | —          | —          | —           | —           | 30           | 10           |                                |
| Flip flops                                                               | 6 oktober 2023    | —                                         | —          | —          | —           | —           | 63           | 1            |                                |
| Schakelen (met Djaga Djaga, Lijpe en Boef)                               | 27 oktober 2023   | Beschadigd (van Djaga Djaga)              | —          | —          | tip7        | —           | 11           | 4            |                                |
| PK's (met Moeman, Bokke8, Philly en KA)                                  | 3 november 2023   | —                                         | —          | —          | tip19       | —           | 18           | 2            |                                |